# Гамзатов, Магомед Гамзатович
Магомед Гамзатович Гамзатов (20 ноября 1984, Махачкала, Дагестанская АССР, РСФСР, СССР — 10 октября 2015, Гимры, Унцукульский район, Дагестан, Россия) — российский тайбоксер, чемпион Европы. Лейтенант ФСБ.

## Спортивная карьера
Тайским боксом занимался с 1998 года. Является воспитанником махачкалинского СДЮСШОРВЕ и школы «Скорпион», занимался под руководством Анварбека Амиржанова. Чемпион Европы 2004 года. После окончания спортивной карьеры работал в спецназе ФСБ, оперуполномоченным ОСОМ (отдел сопровождения оперативных мероприятий) УФСБ России по Республике Дагестан, имел звание лейтенант.

## Смерть
10 октября 2015 года погиб в селении Гимры Унцукульского района, защищая свою Родину в спецоперации ФСБ против ваххабитов.

## Достижения и награды
- Чемпионат Европы по тайскому боксу 2004 — ;
- Орден Мужества
- Медаль «За отвагу»
- Орден За заслуги перед Отечеством 4 степени с мечами (посмертно)

## Личная жизнь
В 2001 году окончил среднюю школу № 30 в Махачкале. В 2006 году окончил юридический факультет дагестанского филиала Московского государственного открытого университета имени В. С. Черномырдина.